# Alexander Lauréus
Alexander Lauréus, född 4 januari 1783 i Åbo, död 21 oktober 1823 i Rom, var en finländsk konstnär. 

## Biografi
Lauréus var son till regementspastorn Alexander Lauréus och Ulrica Lovisa Simolin (ättling till den grevliga transsylvansk-ungerska familjen Báthory, senare Báthory-Simolin, senare Simolin). Han kom efter ungdomsstudier i födelsestaden till Stockholm 1802 där han bosatte sig, studier vid Konstakademien och for till Paris 1817 med akademiskt resestipendium. 
Han har gått till eftervärlden mest tack vare sina fina stockholmska folkskildringar, ofta med eldskensbelysning, påverkade av nederländsk 1600-talskonst och samtida svensk genremåleri. 1810 framhåller Journalen Lauréus' förmåga "att bedraga ögat, att genom noggrann härmning göra illusion". Dylik åstadkommer målaren "i de s k eldstycken eller som föreställa effekter av ljus och eldsken på figurer och objekter". För övrigt äga hans figurer expression, "alla hava liv, alla säga något - och när ej så sker, varför målar man?" Likväl bör denne konstnär "bemöda sig att stiga allt högre och högre i en genre, för vilken han genom sina aktningsvärda arbeten röjt sig äga en så avgjord naturlig fallenhet".
Lauréus verk kan bland annat ses på Bohusläns museum, Nationalmuseum, Göteborgs konstmuseum, Länsmuseet Gävleborg, Lunds universitetsbibliotek, Norrköpings konstmuseum och Stockholms universitet.

## Galleri (urval)

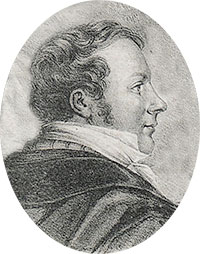
Porträtt föreställande "Alexander Lauréus", litografi av okänd konstnär 1847. Kungliga biblioteket, Stockholm.
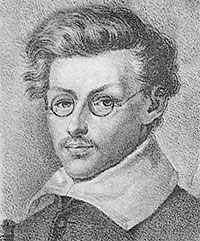
Porträtt föreställande "Alexander Lauréus", etsning av okänd konstnär 1847, efter konstnären Johan Holmbergsson (1804-1835). Kungliga biblioteket, Stockholm.
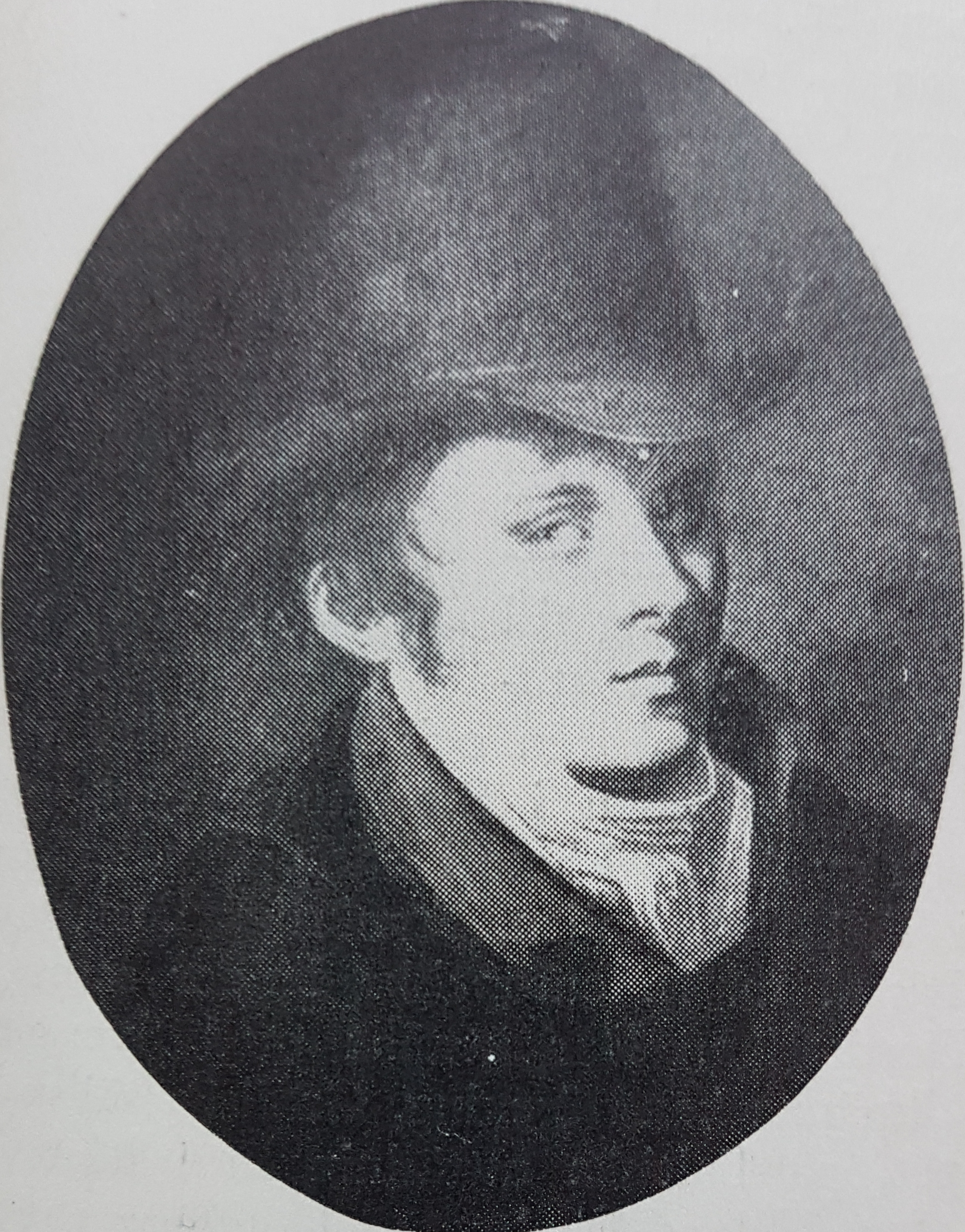
"Alexander Lauréus", självporträtt.
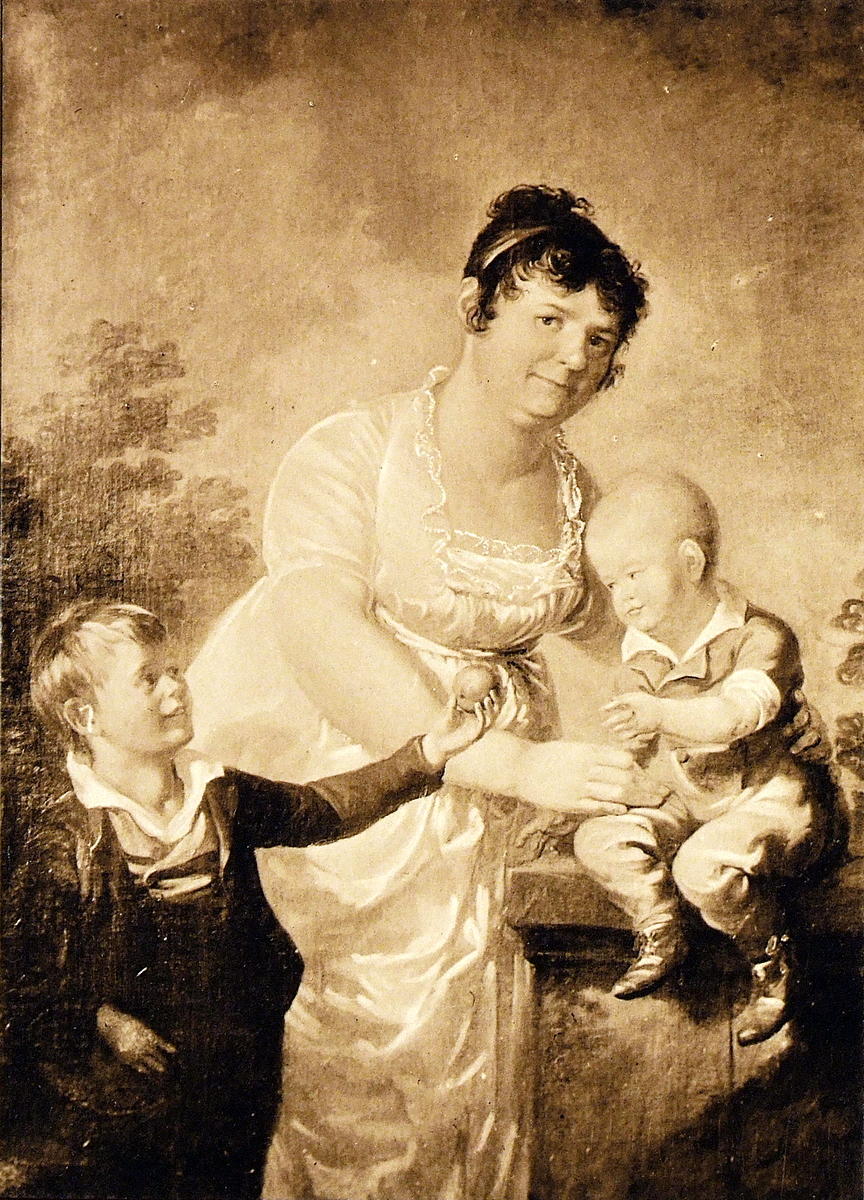
Porträtt av konstnärens styvmoder Mariana Juliana Winqvist och hennes två söner, 1806. Ateneum, Helsingfors.
"Johan Adam von Gerdten (1767-1835)", ståthållare på Strömsholm, militär och målare, cirka 1808. Nationalmuseum, Gripsholmssamlingen.
"Dam knytande sitt strumpeband", 1810. Nationalmuseum, Stockholm.
"Kortspelare", 1815. Nationalmuseum, Stockholm.
"Italienskt bondfolk i valvbyggnad" ("Antik grotta i Tarpeiska klippan"), 1821. Tarpeiska klippan har fått sitt namn efter Tarpeia från den romerska mytologin. Nationalmuseum, Stockholm.
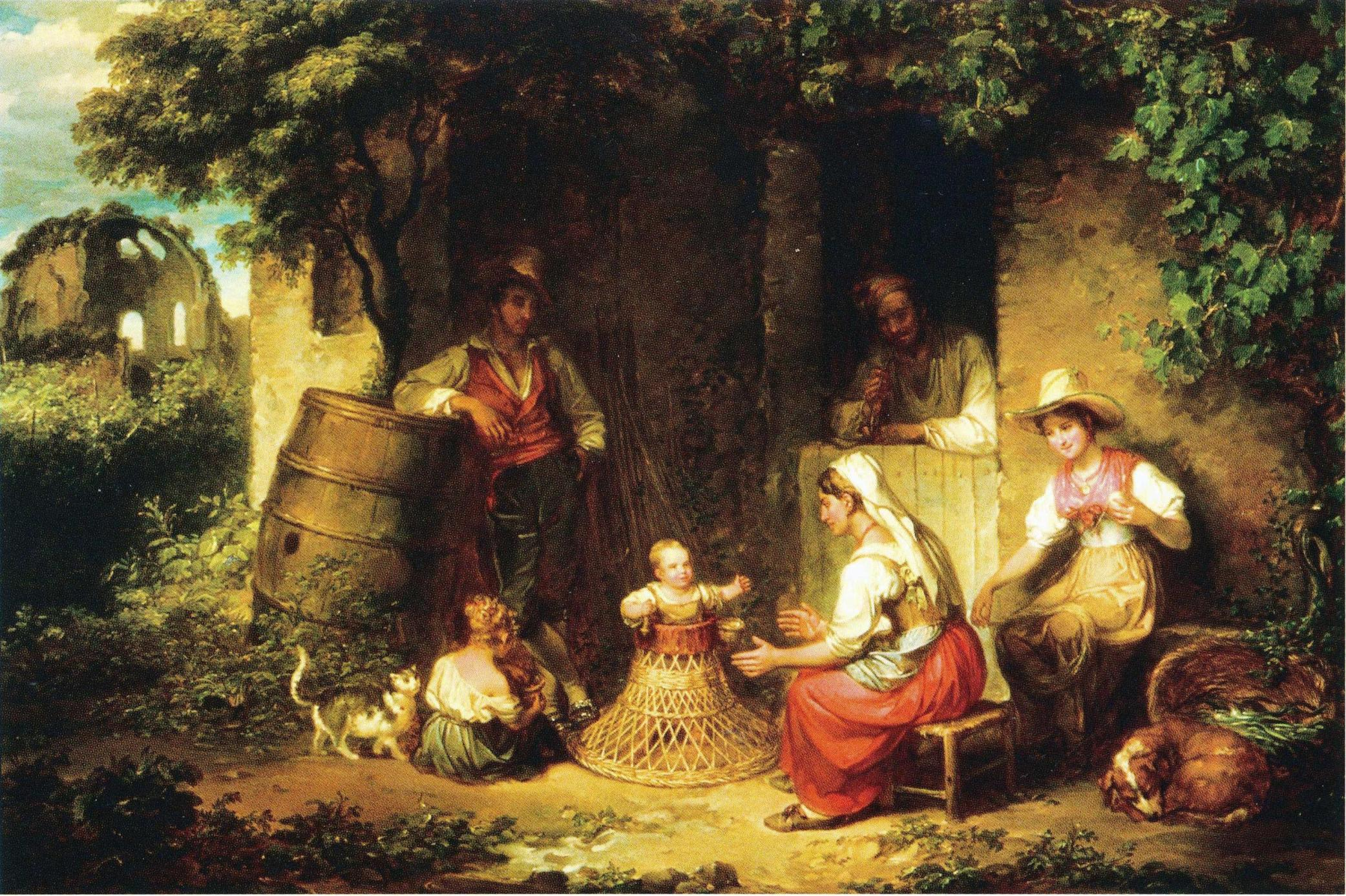
"Vinodlarens familj" (Il Vignaruolo), 1822. Målningen av Alexander Lauréus i Italien är en del av en privat samling.
"Banditer som kommer in i en herdebosättning", 1823. Nationalmuseum, Stockholm.
"Resenärer vid Aqua Claudia", okänt datum. Aqua Claudia är en lång akvedukt i det antika Rom. Nationalmuseum, Stockholm.